# Potôčky
Potôčky es un municipio del distrito de Stropkov en la región de Prešov, Eslovaquia, con una población estimada a final del año 2024 de 71 habitantes.
Se encuentra ubicado al noreste de la región, cerca del río Ondava (cuenca hidrográfica del río Tisza) y de la frontera con  Polonia.

## Premios
En 2020, el ministro de Defensa de la República Eslovaca, Peter Gajdoš, concedió al pueblo la "Medalla Conmemorativa del 75º Aniversario del Levantamiento Nacional Eslovaco y el Fin de la Segunda Guerra Mundial" por ser un pueblo incendiado durante la Segunda Guerra Mundial.

## Demografía
| Año        | 1994 | 2004    | 2014  | 2024     |
| ---------- | ---- | ------- | ----- | -------- |
| Población  | 74   | 70      | 63    | 71       |
| Diferencia |      | −5,40 % | −10 % | +12,69 % |

| Año        | 2023 | 2024 |
| ---------- | ---- | ---- |
| Población  | 71   | 71   |
| Diferencia |      | +0 % |